# Василка Попхристова
Василка Стефанова-Попхристова е българска просветна и революционна деятелка от Македония.

## Биография
Василка Стефанова е българска учителка в Битоля, тогава в Османската империя. В 1901 година е посветена в революционната дейност на Вътрешната македоно-одринска революционна организация (ВМОРО) и влиза в тайния революционен женски кръжок. Той се състои предимно от учителки и оказва съдействие на революционната борба в града чрез агитация между жените, пренасяне на писма, пазене и укриване на архиви, приготвяне и прибиране на дрехи от гражданите за затворниците и четите и други дейности. Тогава се запознава и с бъдещия си съпруг Георги Попхристов.
Участва в изработването на въстаническите знамена – Битолският революционен комитет възлага да се направят осем знамена за околиите. Фотинка Петрова разказва: Употребихме свръхусилия и ги изработихме всички. <...> Работехме, то се знае, с въодушевление. Една гледаше към пътната врата, за да не бъдем изненадани от властта, другите бродираха и всички пеехме. И как пеехме! – тихо, от сърце, и понякога плачехме не от скръб, а от благоговеен възторг.
След Илинденско-Преображенското въстание продължава революционната си дейност.
Встъпва в брак с Георги Попхристов в 1906 година в България, където и двамата се преселват.